# 強烈熱帶風暴莫柏 (2017年)
強烈熱帶風暴苗柏（英語：Severe Tropical Storm Merbok，國際編號：1702，聯合颱風警報中心：WP042017，中國大陸以及港澳地區譯名：苗柏）是2017年太平洋颱風季第2個被命名的熱帶氣旋。「莫柏」（Merbok，國際音標：[ˈmɚbok]）一名由馬來西亞提供，即斑馬鳩，常見於郊外和荒地，為馬來人喜愛飼養的一種雀鳥。華南地區多在6月受到年內首次熱帶氣旋吹襲，苗柏影響菲律賓中部後，逐漸移向廣東沿岸，為該區的2017年風季揭開序幕。苗柏在6月12日以強烈熱帶風暴強度直逼珠江口一帶，並成為2008年颱風鸚鵡以來首個進入香港境內的風暴，當中香港天文台更需要繼2007年強烈熱帶風暴帕布後首次針對年內首個襲港熱帶氣旋發出八號熱帶氣旋警告信號。

## 發展過程
2017年4月出現兩個熱帶氣旋後，西北太平洋於5月恢復寂靜，直至6月9日有一個低壓區在菲律賓中部附近海域形成，為該區帶來不穩定天氣。此時電腦數值預報權威之一的歐洲中期天氣預報中心已連續多報預測，該低壓區將會橫過南海和有所發展，大致移向廣東東部；而聯合颱風警報中心則在當日下午2時把其在24小時內形成為熱帶氣旋的機會評為「低」。該低壓區在10日移離菲律賓，進入垂直風切變較低和海水炎熱的南海中部，開始吸收能量和整合其對流雲團，組織出低層環流中心，呈現熱帶氣旋雛形。聯合颱風警報中心在上午9時把低壓區在24小時內形成熱帶氣旋的機會升為「中」，繼而在晚上11時升為「高」，同時發出熱帶氣旋形成警報；中國國家氣象中心在同日下午2時半把該系統升為熱帶低壓，日本氣象廳半小時後跟隨，香港天文台則在下午6時45分表示「一個熱帶氣旋似乎在形成中」，至翌晨（11日）6時半把該低壓區升為熱帶低氣壓。
受惠於垂直風切變微弱和水溫達攝氏31度的良好環境，該熱帶低氣壓於6月11日繼續加強和鞏固低層環流中心，出現較明顯的對流爆發，並打開赤道方向流出通道。聯合颱風警報中心在上午11時把該系統升為熱帶低氣壓，給予熱帶氣旋編號04W；日本氣象廳在上午9時05分對其發出烈風警報，表示一日內可能增強為熱帶風暴，6小時後即在下午3時05分把該熱帶低氣壓正式升為熱帶風暴，並命名為苗柏，給予國際編號1702。此前中國國家氣象中心已在35分鐘前把苗柏升為熱帶風暴，而香港天文台至下午6時半跟隨升格，聯合颱風警報中心則要到晚上11時才把苗柏升為熱帶風暴。當日早上苗柏出現偏西北短期波動，午後恢復以時速20公里，沿副熱帶高壓脊西側，向西北偏北推進。各大氣象部門均一致預期苗柏移向珠江口以東一帶，當中以日本氣象廳預測最偏東，以轉向路徑移至在香港東面200公里外的廣東東部；而中國國家氣象中心預測路線最西，預料直逼大亞灣一帶，其餘部門則預計苗柏在汕尾附近登陸。
6月12日苗柏繼續加強，且再次出現較為偏西北的移動路徑，逼近珠江口一帶。各氣象部門均在早上把預測路徑向西調整，改為採納中國國家氣象中心直指大亞灣至香港東部水域之預報。隨著苗柏發展出中心密集雲團，中國國家氣象中心在下午12時05分把苗柏升為強熱帶風暴。日落時份苗柏繼續以西北偏北路徑移動，直指香港東部。入夜後橫瀾島實測10分鐘平均風速達每小時98公里之10級風，香港天文台和日本氣象廳在苗柏即將登陸之際，同步於晚上8時45分把苗柏升為強烈熱帶風暴。此後苗柏突然改向北移，如2008年颱風風神般在香港西貢對開水域近距離掠過，進入大鵬灣，中國國家氣象中心宣佈苗柏於晚上11時登陸大鵬半島和減弱為熱帶風暴，香港天文台在45分鐘後亦作出相同表示。
登陸後苗柏改向東北偏北移動，移入廣東東部內陸，且該路線在6月13日上午持續，顯示苗柏已翻越副熱帶高壓脊脊線。在地形摩擦下，苗柏明顯減弱，中心附近的深層對流漸變淺薄，低層環流中心難以辨認，聯合颱風警報中心於凌晨5時對其發佈最後警報，而日本氣象廳在早上8時40分把苗柏降為熱帶低氣壓，中國國家氣象中心和香港天文台亦分別在上午11時15分及45分作出此項降格。下午苗柏以偏東北路徑進入福建並繼續減弱，中國國家氣象中心於下午2時35分宣布對苗柏停止编号，而香港天文台在當晚9時45分把苗柏降為低壓區。苗柏的殘餘低壓區其後移出東海，經琉球群島進入西北太平洋，但系統西南面的殘餘雲帶則與廣西至越南一帶的另一個低壓區連接，配合苗柏引入的活躍西南氣流，發展成一道連綿不斷的低壓槽，在隨後一星期持續為華南帶來頻密狂風暴雨。
日本氣象廳在事後發佈的最佳路徑中，把苗柏的強度向上修訂，接近中心最高持續風速從50節（每小時95公里）上調為55節（每小時100公里），中心最低氣壓由990百帕斯卡下調至980百帕斯卡。而中國國家氣象中心在2018年5月1日發佈的「2017年熱帶氣旋最佳路徑數據」中，亦把苗柏的接近中心最高持續風速從每秒25米（每小時90公里）上調至每秒30米（每小時110公里），並把苗柏的中心氣壓下調至980百帕斯卡。此外，香港天文台在2017年熱帶氣旋年刊中，亦把苗柏接近中心最高持續風速從每小時90公里上調至105公里。

## 影響

### 香港
- 當地發出之最高熱帶氣旋警告信號： 八號東北烈風或暴風信號 /  八號西北烈風或暴風信號 /  八號西南烈風或暴風信號
- 最接近當地時間：2017年6月12日晚上9時半[19]
- 最接近當地位置：香港天文台總部以東約25公里（掠過香港境內）[19][20]

香港天文台在6月10日下午6時45分發出「特別天氣提示」，指苗柏會增強為熱帶低氣壓，並接近廣東沿岸，天文台會視乎苗柏的路徑和發展情況，在翌日較後時間發出熱帶氣旋警告信號。隨著苗柏加強為熱帶風暴，天文台在6月11日晚上7時40分發出一號戒備信號，當時苗柏集結在香港之東南偏南約530公里。當時天文台預計苗柏12日晚在距離香港200公里範圍內登陸，香港天氣漸轉不穩定，但除非苗柏明顯增強或採取較偏西的路徑移動，否則在凌晨5時前發出三號信號的機會不大。不過苗柏在12日上午採取較偏西北路徑，天文台在凌晨4時45分表示苗柏將於當晚午夜前後在香港以東100公里內登陸，會在早上考慮發出三號強風信號，後於早上6時45分表示在上午10時至中午12時發出三號強風信號，教育局宣布當天幼稚園、肢體傷殘兒童學校及智障兒童學校停課。天文台在上午10時40分發出三號強風信號，當時苗柏移至香港之東南偏南約210公里。天文台預計香港當晚風勢顯著增強、雨勢頗大，但由於苗柏的烈風範圍較小，苗柏要相當接近珠江口一帶，香港才會受烈風影響，天文台會視乎苗柏的移動路徑及強度變化，在下午稍後考慮是否需要發出八號信號。此時網上流傳一張寫有下午6時至晚上10時發出八號信號的電視新聞截圖，實為2016年颱風妮妲時的截圖，天文台通過傳媒澄清並無其事。
苗柏在日間繼續直指香港附近而行，香港天氣轉壞，有狂風驟雨，初時雨勢時大時小，並伴隨短暫陽光。中午時份有部份地區開始刮起東至東北強風，天文台8個參考測風站中，西貢率先上試強風。天文台在下午1時45分表示苗柏的烈風範圍集中在其中心東面及南面，但它會在當日稍後相當接近香港，特別是東部地區有機會受烈風影響，數小時內考慮發出八號信號。因應苗柏開始正面襲港，天文台在下午3時半發出「熱帶氣旋之特別報告」，宣佈預計在下午5時半之前發出八號熱帶氣旋警告信號。天文台在下午5時20分發出八號東北烈風或暴風信號，當時苗柏移至香港天文台總部之東南偏南約90公里。天文台指出，苗柏當晚午夜前會在距離香港50公里範圍內登陸，其中心甚至有可能橫過香港，為部份地區帶來烈風及大雨，八號信號預計在當晚維持。隨後天文台在下午6時45分表示苗柏將在數小時內於香港東部附近登陸，風向將逐漸變為西北，原先受屏蔽的地方可能會變得當風。入夜後香港風勢迅速加強，普遍吹偏北強風，部份地區短暫吹烈風，西貢、長洲、機場、流浮山先後錄得強風，顯示三號信號達標。天文台在晚上8時20分改發八號西北烈風或暴風信號，當時苗柏位於天文台總部之東南約30公里，增強為強烈熱帶風暴。苗柏於即將接觸香港陸地之際，短暫改向北移動，在晚上9時半最接近天文台總部，在天文台總部以東約25公里掠過。此後苗柏中心橫過香港東部水域，移入大鵬灣。
接近午夜，香港轉吹西至西南風，長洲在8個參考測風站中首先錄得烈風，港內的尖沙咀天星碼頭亦達烈風程度。天文台在13日凌晨12時10分改發八號西南烈風或暴風信號，當時苗柏移至天文台總部之東北約50公里，減弱為熱帶風暴。天文台預料苗柏的雨帶會為香港帶來頻密狂風大雨，八號信號會在凌晨維持。隨後香港受苗柏南面的強烈雨區影響，天文台於凌晨2時50分發出黃色暴雨警告信號。隨著苗柏遠離，境內西南風稍為緩和，天文台在凌晨2時45分表示未來2小時改發三號信號，至凌晨4時40分改發三號強風信號，當時苗柏移至香港東北偏北約130公里。不過改發三號信號後，香港持續受苗柏中心南面的雨帶影響，狂風大雨不斷，機場風力在早上6時40分左右短暫升至烈風水平。當日早上雨勢急速惡化，天文台在早上8時45分發出紅色暴雨警告信號，並在早上8時55分及上午9時35分接連發出山泥傾瀉警告和新界北部水浸特別報告。隨著苗柏進一步遠離及減弱，天文台在上午11時10分直接取消所有熱帶氣旋警告信號，當時苗柏集結在香港之東北偏北約240公里。同時境內雨勢緩和，天文台於上午11時50分改發黃色暴雨警告信號，直至下午12時半取消所有暴雨警告信號。
是次為天文台自2012年熱帶風暴杜蘇芮後，接近5年來首次在6月份發出八號熱帶氣旋警告信號；亦為自2007年強烈熱帶風暴帕布後，接近10年來首次針對年內第一個襲港熱帶氣旋發出八號熱帶氣旋警告信號。苗柏吹襲期間，天文台8個參考自動氣象站有5個錄得強風、其中2個錄得烈風，三號信號達標，但八號信號不達標。長洲、機場、流浮山、西貢和啟德錄得之最高10分鐘平均風速為每小時66、63、57、56及46公里。由於機場只是剛好錄得烈風，以及錄得烈風時間太短暫，事後在天文台強烈熱帶風暴苗柏報告中，機場錄得烈風之時間沒有紀錄。市區方面，尖沙咀天星碼頭測得最高10分鐘平均風速每小時64公里，表示市區亦受烈風影響。風暴造成最少10人受傷到公立醫院求診，民政事務總署開放22間臨時庇護中心，有近240人入住。機管局表示截至13日凌晨5時近400班航班取消或延誤，包括44班航班取消及350班航班延誤。截至13日下午5時當局收到75宗塌樹報告、19宗水浸報告和2宗山泥傾瀉報告，大潭道有山泥傾瀉，黃竹坑道新圍村有黃泥水湧進村屋，苗柏的外圍雨帶所造成的暴雨亦致多區道路出現水浸，其中公主道水浸特別嚴重，水深及膝。上水古洞燕崗村有農地瓜田嚴重水浸，損失超過30萬港元。

### 澳門
當地懸掛之最高熱帶氣旋信號： 三號風球
因應苗柏穩定北移靠近廣東沿岸，澳門地球物理暨氣象局在11日上午11時發出「特別報告」，表示當晚會懸掛熱帶氣旋信號。隨後於晚上8時15分更新「特別報告」，表示將在晚上9時半懸掛一號風球。氣象局於晚上9時半懸掛一號風球，當時苗柏集結在澳門之東南偏南約540公里。氣象局表示翌晨（12日）懸掛三號風球機會不大，後在12日早上表示下午3時後考慮懸掛三號風球；隨後氣象局在約下午3時10分表示將在下午4時半懸掛三號風球。隨著苖柏逐步迫近澳門，氣象局在下午4時半懸掛三號風球，當時苗柏移至澳門之東南約140公里。氣象局隨即表示晚間視乎情況考慮是否改掛八號東北風球，其後於約下午6時25分再稱當晚9時後視乎情況考慮是否改掛八號風球。苗柏在晚上9時最接近澳門，在澳門之東南偏東約90公里掠過。氣象局於約晚上9時15分表示苗柏採取較為偏北的路線移動，預料澳門風力增強的機會較低，三號風球將在晚間維持。苗柏雖增強為強烈熱帶風暴，但由於苗柏西面環流較弱，澳門當晚只是間中吹強風。隨著苗柏遠離，氣象局在凌晨4時40分除下所有風球。受苗柏影響，12日至13日期間，澳門國際機場共有6班航班取消，4班航班延誤。

### 中国大陆
当地发布之最高台风预警信号： 颱風黃色預警信號
由于苗柏将会加强及于12日登陆广东东部沿岸或珠江口一带，国家气象中心在11日下午6时发布台风蓝色预警信号，当时苗柏集结在汕尾之东南偏南约600公里。

#### 廣東
广东汕尾多个区域都测得阵风达12级。截至6月13日7时，汕尾电网21条10千伏线路跳闸，停电用户达4.5万户。南方电网汕尾供电局出动应急发电车6台、发电机8台进行应急。相关负责人指出很多跳闸停电事故是由台风卷起的外飘物覆盖并缠绕电力线路造成的。苗柏的外围雨带还在深圳市带来严重影响，深圳在13日迎来大暴雨，累积录得110毫米的雨量，汽车需涉水而行或被淹浸。凌晨至早上的连续暴雨引致深圳地铁车公庙站出现大面积积水，乘客在地铁站内需涉水而行，梯级变成瀑布不断有黄泥水流下，水深至小腿。经排查，车公庙站各出入口均正常，无雨水倒灌情况，初步调查原因为车公庙在建工程施工场地，与车站污水口污水倒灌引起。该车站一度关闭，其间四条地铁线被迫不停站。广东省民政厅统计，截至6月15日18时，广东省惠州、汕尾、梅州、河源市共4市13县（市、区）受灾，受灾人口11.5万人，转移避险12万人（其中因灾紧急转移安置人口1.2万人），倒塌房屋66间，农作物受灾面积1.5万公顷，直接经济损失2.8亿元。
深汕合作区连降暴雨，其中6月12日8时至16日8时（4日間），小漠镇总降雨量达644.1mm，最大日降雨量出现在6月15日8时至16日8时，达209.4mm。深圳市政府通報「小漠国际物流港积水无法通过现有河道快速排出，加之附近村庄距离海岸线仅1公里，受海水顶托影响，河道行洪缓慢，造成小漠片区迅速形成深度约50厘米的积水。」
而在梅州市，平远县、梅县区等部分地区暴发山洪，蕉岭县文福镇田心河堤漫顶致附近村庄受浸。平远县、梅县区、蕉岭县等3县（区）、20个镇550个村不同程度受灾，受灾人口共2.1万多人，全市因灾直接经济损失约4500多万元。据该市民政部门报告，6月15日7时半，大埔县茶阳镇群丰村小丰坑发生山体滑坡果园工棚崩塌，致謝姓父子被埋，经抢救无效死亡（12日早上8时至14日下午4时，茶阳降雨量达179毫米）。

#### 海南
由于苗柏增强为热带低压并迅速向广东中部移动，海南省气象局在6月10日下午3时40分启动重大气象灾害（台风）一级应急响应，当时苗柏距离黄岩岛南偏东方205公里。随着苗柏在大鹏半岛登陆，对海南的威胁减小，海南省气象局在12日晚上11时50分解除重大气象灾害（台风）一级应急响应。

## 熱帶氣旋警告使用紀錄

### 中國大陸
| 國家氣象中心 颱風預警信號 | 國家氣象中心 颱風預警信號 | 國家氣象中心 颱風預警信號 |
| ------------------------- | ------------------------- | ------------------------- |
| 上一熱帶氣旋              | 颱風藍色預警信號          | 下一熱帶氣旋              |
| 颱風洛坦                  | 颱風藍色預警信號          | 強熱帶風暴塔拉斯          |
| 強熱帶風暴蝎虎            | 颱風黃色預警信號          | 颱風納沙                  |

### 香港
| 香港天文台 熱帶氣旋警告信號 | 香港天文台 熱帶氣旋警告信號 | 香港天文台 熱帶氣旋警告信號 |
| --------------------------- | --------------------------- | --------------------------- |
| 上一熱帶氣旋                | 一號戒備信號                | 下一熱帶氣旋                |
| 超強颱風海馬                | 一號戒備信號                | 熱帶風暴洛克                |
| 超強颱風海馬                | 三號強風信號                | 熱帶風暴洛克                |
| 強颱風韋森特                | 八號東北烈風或暴風信號      | 超強颱風天鴿                |
| 超強颱風海馬                | 八號西北烈風或暴風信號      | 熱帶風暴洛克                |
| 超強颱風海馬                | 八號西南烈風或暴風信號      |                             |
| 超強颱風海馬                | 八號烈風或暴風信號          | 熱帶風暴洛克                |

### 澳門
| 地球物理暨氣象局 熱帶氣旋信號 | 地球物理暨氣象局 熱帶氣旋信號 | 地球物理暨氣象局 熱帶氣旋信號 |
| ----------------------------- | ----------------------------- | ----------------------------- |
| 上一熱帶氣旋                  | 一號風球                      | 下一熱帶氣旋                  |
| 超強颱風海馬                  | 一號風球                      | 熱帶風暴洛克                  |
| 超強颱風海馬                  | 三號風球                      | 超強颱風天鴿                  |

### 越南
| 越南中央水文氣象預報中心 熱帶氣旋警告 | 越南中央水文氣象預報中心 熱帶氣旋警告 | 越南中央水文氣象預報中心 熱帶氣旋警告 |
| ------------------------------------- | ------------------------------------- | ------------------------------------- |
| 上一熱帶氣旋                          | 熱帶性低氣壓警告                      | 下一熱帶氣旋                          |
| 熱帶低氣壓02W                         | 熱帶性低氣壓警告                      |                                       |
| 颱風洛坦                              | 颱風警告                              |                                       |

## 外部連結
| 太平洋颱風季             |
| 主題頁 - 專題 - 編輯指南 |

- （英文）颱風2000：各氣象部門對苗柏的預測路徑集合 （页面存档备份，存于）
- （英文）美國太空總署：相關資料 （页面存档备份，存于）
- （日語）日本氣象廳：數位颱風網資料（日文版 （页面存档备份，存于）、英文版 （页面存档备份，存于））、1702最佳路徑數據（日文版 （页面存档备份，存于）、英文版 （页面存档备份，存于））、2017年熱帶氣旋最佳路徑圖（日文版 （页面存档备份，存于）、英文版 （页面存档备份，存于））、2017年熱帶氣旋最佳路徑數據 （页面存档备份，存于） （页面存档备份，存于）
- （英文）美國聯合颱風警報中心：04W最佳路徑數據 （页面存档备份，存于）、苗柏最佳路徑圖 （页面存档备份，存于） （页面存档备份，存于）
- （英文）美國海軍研究實驗室：04W檔案 （页面存档备份，存于）
- （简体中文）中國國家氣象中心：2017年熱帶氣旋最佳路徑數據 （页面存档备份，存于）
- （繁體中文）臺灣交通部中央氣象局：颱風資料庫——
- （繁體中文）香港天文台：報告、2017年6月熱帶氣旋概述 （页面存档备份，存于）、2017年6月天氣回顧 （页面存档备份，存于）、《天氣隨筆：紅雨應該幾點發？》 （页面存档备份，存于）、實時天氣稿（6月10日 （页面存档备份，存于）－11日 （页面存档备份，存于）－12日 （页面存档备份，存于）－13日 （页面存档备份，存于））
- （繁體中文）澳門地球物理暨氣象局：2017年熱帶氣旋年報：強烈熱帶風暴苗柏